# Hydroptila giama
Hydroptila giama är en nattsländeart som beskrevs av Olah 1989. Hydroptila giama ingår i släktet Hydroptila och familjen smånattsländor. Inga underarter finns listade i Catalogue of Life.